# Viscum cruciatum

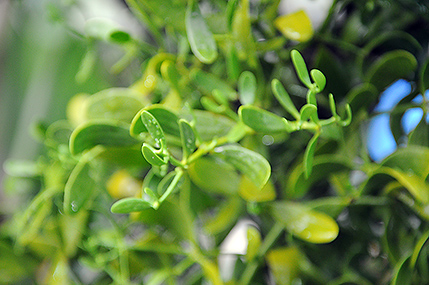

Viscum cruciatum, comummente chamada de visco de bagas vermelhas, é uma espécie de visco na família Santalaceae. A planta tem folhas pequenas. As flores têm quatro pétalas. As bagas são vermelhas contendo uma única semente. Varia entre o sudoeste da Espanha, o sul de Portugal, o norte da África, a Austrália e a Ásia. Todas as partes das plantas são venenosas se ingeridas. O seu fruto é inofensivo para as aves que dispersam as sementes. É usado como decoração de Natal.